# Top Gun La Silla
Top Gun La Silla est un cheval hongre hanovrien, qui a concouru en saut d'obstacles avec Jan Tops, de 1991 à 1998. il remporte le championnat d'Europe de saut d'obstacles en 1991 et la médaille d’or en équipe aux Jeux olympiques de Barcelone en 1992. Il est mis à la retraite en 1999 dans les écuries de Jan Tops à Walkensvaard, avant de mourir en 2005 à l'âge de 23 ans.
Le 16 mars 2010, un poulain clone naît aux États-Unis, Top Gun Cryozootech.